# Boule et Bill (série télévisée d'animation, 2005)
Pour les articles homonymes, voir Boule et Bill (homonymie).
Boule et Bill est une série télévisée d'animation franco-canadienne en 104 épisodes de 6 minutes, adaptée de la bande dessinée Boule et Bill de Jean Roba, et diffusée à partir du 3 janvier 2005 sur TF1 dans TF! Jeunesse ensuite sur Télétoon puis sur Piwi+, et au Québec à partir du 4 juin 2005 à TQS.
En Belgique, la série a été diffusée sur Club RTL.
Une série du même titre, en 3D est diffusé en 2015 sur France 3 dans le programme Ludo puis par la suite sur Piwi+.

## Synopsis
Cette série est une adaptation de la série de bande dessinée Boule et Bill créée par Jean Roba en 1958.
Elle met en scène, dans un environnement familial, les aventures de Boule un petit garçon facétieux de son cocker Bill et de sa tortue Caroline.

## Voix
- Laurent-Christophe De Ruelle : Boule
- Hugolin Chevrette	: Bill
- Nathalie Coupal : Caroline la tortue
- Martin Watier : Père de Boule
- Aline Pinsonneault : Mère de Boule
- Léo Caron : Enzo
- Alexis del Vecchio : Gus / Simon

 Source et légende : version québécoise (VQ) sur Doublage.qc.ca

## Fiche technique
- Titre original : Boule et Bill
- Réalisation : Francis Nielsen
- Scénario : Alain Vallejo, Marine Locatelli, Didier Lejeune, Ghislaine Pujol, d'après la bande dessinée de Jean Roba
- Musique : Laurent Cayol, François Monfeuga, Jacques Bastello, Olivier Lanneluc
- Pays d'origine :  France  Canada
- Sociétés de production : Dargaud Marina, Tooncan Production, Télétoon, TF1, TPS Jeunesse

## Personnages
- Boule : Boule est un petit garçon roux qui est inséparable de Bill son chien. Boule est un garçon malin toujours prêt a aidé son prochain et il est capable de faire l'impossible pour les beaux yeux de Prune.

- Bill : Bill est le chien de la famille Robin et notamment le compagnon inséparable de Boule avec qui il fait les 400 coups. Bill est un cocker a fort tempérament qui n'aime pas prendre son bain et qui est amoureux de Oméga, la chienne de Reine.

- Pouf : Pouf est le meilleur ami de Boule et il n'hésite pas a venir en aide à son meilleur ami en cas de besoin notamment contre les Siamois, leurs ennemis à l'école.

- Caroline : Caroline est la tortue de Boule. Elle adore Bill.

- Pierre : Père de Boule et mari de Carine.

- Carine : Mère de Boule et femme de Pierre.

## Épisodes
1. Au régime
2. Quelle horreur !
3. Caroline a disparu
4. Bonne nuit
5. To Bill or not to Bill
6. Insu-portable
7. Boule ce héros
8. Un héros tranquille
9. Une vie de chien
10. Abandonné
11. Le Rendez-vous
12. Le Défi
13. Pas pour des prunes
14. Joyeux anniversaire
15. Bill superstar
16. Cache-cache moustache
17. Amour, gloire et Bill
18. Y'a un os
19. La Punition
20. Tamabouli
21. Le Cadeau
22. Baby-sitter
23. Le Rival
24. Le Chat de madame Stick
25. Quand madame Stick attaque
26. Musique maestro
27. Bill rigoal
28. Quelle pâtée !
29. Crocodeal
30. Premières neiges
31. Un Sacré cirque
32. Et moi alors ?
33. Donnant-donnant
34. L'Étrange monsieur Lafer
35. Le Hangar merveilleux
36. À la rencontre des Bogols
37. Le Racket
38. La Nuit des masques
39. La Chasse au trésor
40. Caroline veut voler
41. Au pas camarades
42. Folies passagères
43. Bill déménage
44. Le Marathon
45. Un Coupable idéal
46. Bill veut son os
47. Au bord de l'eau
48. Sauve qui peut
49. Bill surdoué
50. Incurables
51. La Course à toutou
52. Frisbill
53. Beau cadeau
54. Hé bain !
55. Le Secret Lafer
56. SOS nid en détresse
57. Camping sauvage
58. Les Tarties
59. L'Œuf de Caroline
60. Le Bras cassé
61. Un Amour d'instituteur
62. La Grève
63. Vitalis perd la boule
64. Boule des bois
65. Leçon de séduction
66. La Saint-Valentin
67. Bill à boa
68. Un Noël extra
69. Partie de chasse
70. Quelle vie de poulet
71. Le Correspondant
72. Transmission de pensées
73. Le Nouvel élève
74. Du rififi chez les Robin
75. Loup y es-tu ?
76. Personne ne m'aime
77. Boule et Bill.com
78. Bill et boule de neige
79. Bijou
80. Un éléphant dans la ville
81. Sauvons Pipeau
82. Invasion extraterrestre
83. Rien que pour Prune
84. Moment magique
85. Gentil toutou
86. Bill le pirate
87. Taupe-là
88. Pas de fumée sans Bill
89. Pour une poignée de croquettes
90. Somnamboule
91. Bill et Bull
92. Le Petit chaperon Boule
93. Pas de bol pour Boule
94. Le Pari
95. Pie voleuse
96. Tout un poème
97. Les Frères ennemis
98. Y'a de la magouille
99. Cadeau pour Reine
100. Quand Caro rencontre Harry
101. Chasse à la souris
102. Boule est Bill
103. Jeux de rôles
104. Plein les yeux